# Europejskie referendum konstytucyjne w Holandii
Europejskie referendum konstytucyjne w Holandii dotyczące ratyfikacji traktatu ustanawiającego Konstytucję dla Europy rozpoczęło się 1 czerwca 2005.

## Przygotowania i poglądy
W początkowej fazie kampanii rząd wydał 4,5 mln € na kampanię informacyjną. W kampanię wyborczą partie zaangażowały 1 mln €:
- 400 tys. € partie popierające głosowanie "za",
- 400 tys. € partie popierające głosowanie "przeciw",
- 200 tys. € ogólna informacja i edukacja.

Pod koniec kampanii rząd wyłożył dodatkowo 3,5 mln € w celu promocji postaw sprzyjających konstytucji. 
Zarówno partia rządząca, jak i większość partii z opozycji parlamentarnej poparły konstytucję. Głównymi adwersarzami traktatu stały się: Partia Socjalistyczna, Lista Pima Fortuyna, Grupa Wildersa, Polityczna Partia Protestantów i ChristenUnie.
Było to pierwsze referendum w historii Holandii. Zgodnie z holenderskim prawem referenda nie są wiążące dla parlamentu. Decyzja wyborców może zostać podważona, szczególnie przy niskiej frekwencji. Jednak w przypadku przegranej konstytucji przy masowym głosowaniu rząd zapowiedział, że przyjmie ten wynik.

## W cieniu francuskiego "nie"
Trzy dni przed głosowaniem w Holandii Francuzi odrzucili konstytucję w swoim referendum. Przeciwnicy traktatu uznali, że negatywny wynik w kraju, który tworzył sporą część spornego dokumentu, czyni holenderskie głosowanie bezprzedmiotowym. “Nie” znad Sekwany zostało z radością przywitane przez eurosceptyków, którzy mieli nadzieję, że ich kraj pójdzie tym samym śladem. Ich opinie potwierdzały negatywne dla konstytucji sondaże.

## Głosowanie
Głosującym w referendum postawiono pytanie:
| Bent U voor of tegen instemming door Nederland met het verdrag tot vaststelling van een grondwet voor Europa? (niderl.) |  | Czy jesteś za czy przeciw przyjęciu przez Holandię traktatu ustanawiającego Konstytucję dla Europy? |

## Rezultat

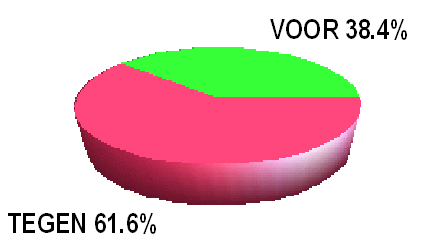
Wyniki głosowania nad Konstytucją dla Europy w Holandii

| Rezultat        |       |
| Za (Voor)       | 38,4% |
| Przeciw (Tegen) | 61,6% |
| Frekwencja      | 62,8% |